# Icelinus filamentosus
Icelinus filamentosus är en fiskart som beskrevs av Gilbert, 1890. Icelinus filamentosus ingår i släktet Icelinus och familjen simpor. IUCN kategoriserar arten globalt som livskraftig. Inga underarter finns listade i Catalogue of Life.